# 韩廷弼
韩廷弼主教（英語：Bishop Francis Han Ting-pi，1908年2月22日—1991年12月21日），教名方济各，中国山西省天主教洪洞教区第一任正权主教。
1949年，韩廷弼继任洪洞监牧区宗座监牧。1950年4月18日，洪洞监牧区升格为正式的洪洞教区，韩廷弼为教区第一任正权主教。7月9日，举行祝圣典礼。
1958年，洪洞被选定作为全国消灭宗教的2个试点县之一（另一个是浙江平阳），当地天主教面临灭顶之灾，主教座堂也被拆毁。
1980年代，韩廷弼祝圣了多位中国主教。1982年9月23日，韩廷弼主教祝圣了绛州教区第一任正权主教郑守铎主教。1986年4月29日，祝圣永年教区正权主教陈柏庐。1991年12月21日去世。